# Kanton Le Diois
Le Diois  is een kanton van het Franse departement Drôme. Het kanton maakt deel uit van het arrondissement Die en telde 14.379 inwoners in 2019.
Het kanton werd gevormd ingevolge het decreet van 20 februari 2014 met uitwerking op 22 maart 2015, met Die als hoofdplaats.

## Gemeenten
Het kanton omvat de volgende 62 gemeenten:
- Arnayon
- Aubenasson
- Aucelon
- Aurel
- Barnave
- Barsac
- La Bâtie-des-Fonds
- Beaumont-en-Diois
- Beaurières
- Bellegarde-en-Diois
- Boulc
- Brette
- Chalancon
- Chamaloc
- Charens
- Chastel-Arnaud
- Châtillon-en-Diois
- La Chaudière
- Die
- Espenel
- Establet
- Eygluy-Escoulin
- Glandage
- Gumiane
- Jonchères
- Laval-d'Aix
- Lesches-en-Diois
- Luc-en-Diois
- Lus-la-Croix-Haute
- Marignac-en-Diois
- Menglon
- Miscon
- Montlaur-en-Diois
- Montmaur-en-Diois
- La Motte-Chalancon
- Pennes-le-Sec
- Ponet-et-Saint-Auban
- Pontaix
- Poyols
- Pradelle
- Les Prés
- Recoubeau-Jansac
- Rimon-et-Savel
- Rochefourchat
- Romeyer
- Rottier
- Saillans
- Saint-Andéol
- Saint-Benoit-en-Diois
- Saint-Dizier-en-Diois
- Saint-Julien-en-Quint
- Saint-Nazaire-le-Désert
- Saint-Roman
- Saint-Sauveur-en-Diois
- Sainte-Croix
- Solaure en Diois
- Vachères-en-Quint
- Val-Maravel
- Valdrôme
- Vercheny
- Véronne
- Volvent